# Anneaux en métal
Les anneaux en métal ou anneaux de fer sont des anneaux lourds utilisé pour l'entraînement dans divers arts martiaux. Ils sont utilisés notamment pour la musculation ; pour endurcir les muscles, la peau ou les os ; pour renforcer les bras et les poings. 
Leur usage est notamment connu dans les arts martiaux chinois, dans les styles du Yau Kung Moon et du Hung-gar.